# Egyptian Premier League 2008/09
Die Egyptian Premier League 2008/09 war die 52. Saison der Egyptian Premier League, der höchsten ägyptischen Meisterschaft im Fußball seit deren Einführung im 1948/49.
Die Aufsteiger aus der Egyptian Second Division 2007/08 waren Ittihad El-Shorta, Asyut Petroleum und El-Olympi. Nicht mehr in Ägyptens höchster Spielklasse vertreten sind Aluminium Nag Hammâdi, Baladeyet El-Mahalla und Suez Cement. Titelverteidiger ist al Ahly Kairo.

## Modus
Die Meisterschaft wurde von den 16 Mannschaften im Ligasystem ausgetragen, wobei jede Mannschaft zweimal gegen jede andere Mannschaft spielte.

## Teilnehmende Mannschaften
Insgesamt nahmen seit 1948/49 64 verschiedene Mannschaften an der Meisterschaft teil, jedoch gelang es nur al Ahly Kairo und al Zamalek SC, an allen Meisterschaften teilzunehmen.
Folgende 16 Mannschaften nahmen in der Saison 2008/09 an der Egyptian Premier League teil:
| Mannschaft             | Ort        | Stadion                     | Kapazität |
| ---------------------- | ---------- | --------------------------- | --------- |
| al Ahly Kairo          | Kairo      | Cairo International Stadium | 74.100    |
| al-Ittihad Al-Sakndary | Alexandria | Alexandria Stadium          | 13.660    |
| al-Masry               | Port Said  | Port-Said-Stadion           | 17.988    |
| al Mokawloon Al Arab   | Kairo      | Osman Ahmed Osman Stadium   | 35.000    |
| El-Entag El-Harby      | Kairo      | Al-Salam Stadium            | 30.000    |
| El Gouna FC            | Hurghada   | El Gouna Stadion            | 14.000    |
| El-Olympi              | Alexandria | Alexandria Stadium          | 13.660    |
| ENPPI Club             | Kairo      | Petro Sport Stadium         | 25.000    |
| Haras El-Hodood SC     | Alexandria | Haras El Hedood Stadium     | 22.000    |
| Ismaily SC             | Ismailia   | Ismailia Stadium            | 18.525    |
| Itesalat               | Nasr City  | Arab Contractors Stadium    | 60.000    |
| Ittihad El-Shorta      | Kairo      | Police Academy Stadium      | 22.000    |
| Petrojet FC            | Sues       | Suez Stadium                | 25.000    |
| Tala’ea El-Gaish SC    | Kairo      | Gehaz El Reyada Stadium     | 22.000    |
| Tersana SC             | Gizeh      | Mit Okba Stadium            | 15.000    |
| al Zamalek SC          | Gizeh      | Cairo International Stadium | 74.100    |

## Tabelle
| Pl.                            | Verein                 | Sp. | S  | U  | N  | Tore    | Diff. | Punkte |
| ------------------------------ | ---------------------- | --- | -- | -- | -- | ------- | ----- | ------ |
| 1.                             | al Ahly Kairo (M)      | 30  | 18 | 9  | 3  | 052:250 | +27   | 63     |
| 2.                             | Ismaily SC             | 30  | 20 | 3  | 7  | 052:310 | +21   | 63     |
| 3.                             | Petrojet FC            | 30  | 13 | 12 | 5  | 047:380 | +9    | 51     |
| 4.                             | Haras El-Hodood SC     | 30  | 11 | 12 | 7  | 039:310 | +8    | 45     |
| 5.                             | ENPPI Club             | 30  | 13 | 10 | 7  | 049:390 | +10   | 49     |
| 6.                             | al Zamalek SC (C)      | 30  | 11 | 9  | 10 | 034:290 | +5    | 42     |
| 7.                             | Tala’ea El-Gaish SC    | 30  | 10 | 8  | 12 | 040:500 | −10   | 38     |
| 8.                             | al-Masry               | 30  | 9  | 10 | 11 | 036:340 | +2    | 37     |
| 9.                             | Ittihad El-Shorta (N)  | 30  | 9  | 10 | 11 | 028:290 | −1    | 37     |
| 10.                            | al Mokawloon Al Arab   | 30  | 8  | 13 | 9  | 035:370 | −2    | 37     |
| 11.                            | al-Ittihad Al-Sakndary | 30  | 10 | 7  | 13 | 029:350 | −6    | 37     |
| 12.                            | Ghazl El Mahalla SC    | 30  | 8  | 9  | 13 | 020:260 | −6    | 33     |
| 13.                            | Asyut Petroleum (N)    | 30  | 9  | 6  | 15 | 025:390 | −14   | 33     |
| 14.                            | Itesalat               | 30  | 7  | 11 | 12 | 043:460 | −3    | 32     |
| 15.                            | Tersana SC             | 30  | 5  | 9  | 16 | 028:450 | −17   | 24     |
| 16.                            | El-Olympi (N)          | 30  | 6  | 7  | 17 | 030:570 | −27   | 25     |
| Stand: 24. Mai 2009 (Endstand) |                        |     |    |    |    |         |       |        |

| (M) | amtierender Meister   |
| (C) | amtierender Cupsieger |
| (N) | Neuaufsteiger         |